# Batalha de Mukden
A batalha de Mukden foi a última grande batalha terrestre da guerra russo-japonesa e uma das maiores batalhas terrestres acontecidas antes da Primeira Guerra Mundial. Ocorreu de 20 de fevereiro a 10 de março de 1905, envolvendo o exército imperial japonês e o exército imperial russo, na Manchúria (China). A cidade onde aconteceu o confronto hoje se chama Cheniangue e é capital da província de Liaoningue.
As forças russas, ao redor de 276.000 efetivos, estava sob o comando do general Aleksey Kuropatkin. O exército imperial japonês, com 270.00 homens, estava sendo comandado pelo marechal príncipe Ōyama Iwao.

## Contexto
Depois da batalha de Liaoyang  (de 24 de agosto a 4 de setembro de 1904), as forças russas se retiraram ao rio Sha-ho, ao sul de Mukden, e se reagruparam. De 5 a 17 de outubro de 1904, durante a batalha de Shaho, os russos contra-atacaram sem êxito, porém conseguiram, temporariamente, deter o avanço japonês.
Uma segunda contraofensiva russa, a batalha de Sandepu, ocorrida de 25 a 29 de janeiro de 1905, foi igualmente um fracasso.
A queda de Port Arthur, ante ao regimento de Nogi Maresuke, liberou o 3º exército japonês que avançou até o norte para reforçar as linhas japonesas em Mukden, com o fim de preparar um ataque.
Em fevereiro de 1905, os homens na reserva do exército japonês havia se esgotado. Com a chegada do 3º exército do general Nogi, todo o esforço de combate japonês se concentrou em Mukden. As severas baixas, o clima duro de inverno e a possível chegada da frota russa no Báltico, pressionaram o Marechal Ōyama Iwao a tentar vencer o inimigo o quanto antes, já que com mais uma vitória, os russos podiam se retirar para além da Manchúria.

## Disposição das forças

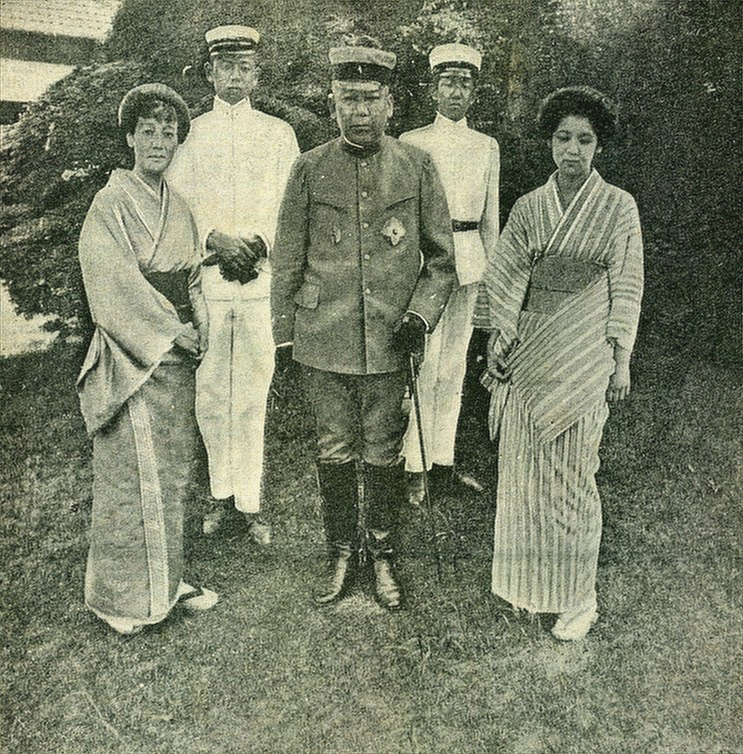
O marechal Oyama com sua família em 1905

A linha defensiva russa, estabelecida ao sul de Mukden, cobria uma área de 140kml. No flanco direito, sob um terreno plano,  estava o 2º exército da Manchúria, sob as ordens do general barão Von Kaulbars (que substituiu o desafortunado general Oskar Grippenberg). Nas linhas defensivas centrais estava o  3º exército da Manchúria do general Bildering.
A região das colinas no flanco esquerdo estava defendida pelo 1º Exército da Manchúria, do general Nikolai Linevich. Este flanco continha dois terços da cavalaria russa, sob o comando do general Paul von Rennenkampf. O general Kuropatkin havia disposto as suas forças em plano puramente defensivo, já que era difícil ou impossível poder executar uma ofensiva sem abrir uma grande brecha em suas linhas.
No lado japonês, o  1º exército japonês (general Kuroki) e o  4º exército japonês (general Nozu) avançavam ao leste da linha férrea, e o 2º exército japonês (general Oku) a oeste. O 3º exército do general Nogi_Maresuke se manteve na retaguarda do 2º exército até o início da batalha. Um exército japonês, recém formado, o  5º exército, sob o comando do general Kageaki Kawamura proporcionou um ataque para desviar a atenção do flanco esquerdo russo. O  5º exército era muito pequeno e era formado por apenas a  11.ª divisão e reservistas.
O general Kuropatkin estava convencido que o ataque principal japonês seria do lado montanhoso a leste, seu flanco esquerdo, porque os japoneses tinham provado sua efetividade neste tipo de terreno, e a presença dos veteranos da  11.ª divisão nessa área reforçava suas convicções.
O plano do marechal Ōyama Iwao  era colocar seus 5 exércitos em uma forma de lua crescente para rodear Mukden, reduzindo a possibilidade de uma retirada russa. Foi explícito suas ordens de evitar combater dentro da cidade de Mukden. Durante toda a guerra, os japoneses tinham obedecido uma rigorosa política de respeito em relação a população civil, para ganhar apoio do povo chinês, em constraste com a anterior Primeira Guerra Sino-Japonesa e a subsequente segunda guerra sino-japonesa.

## A batalha

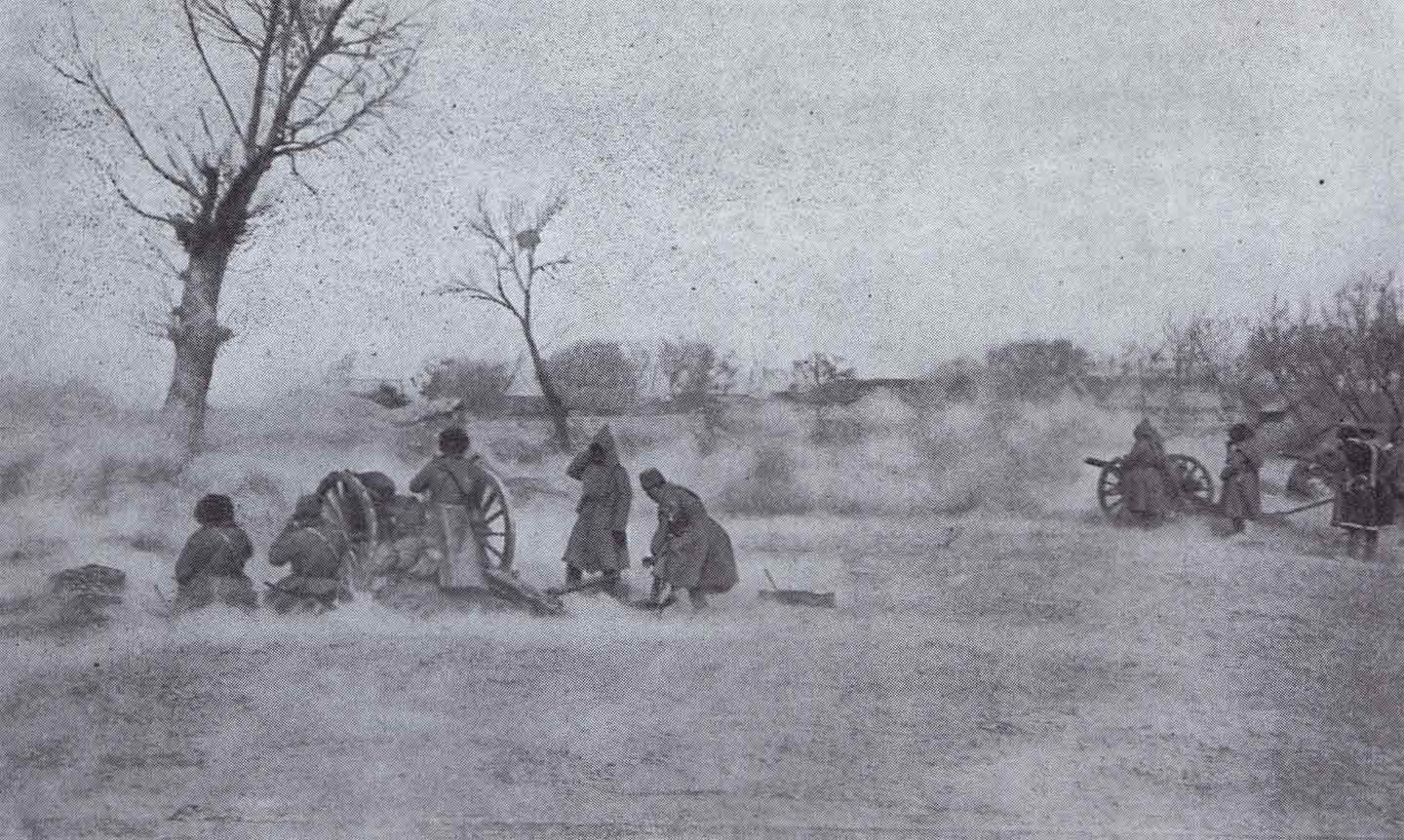
Artilharia russa durante a batalha

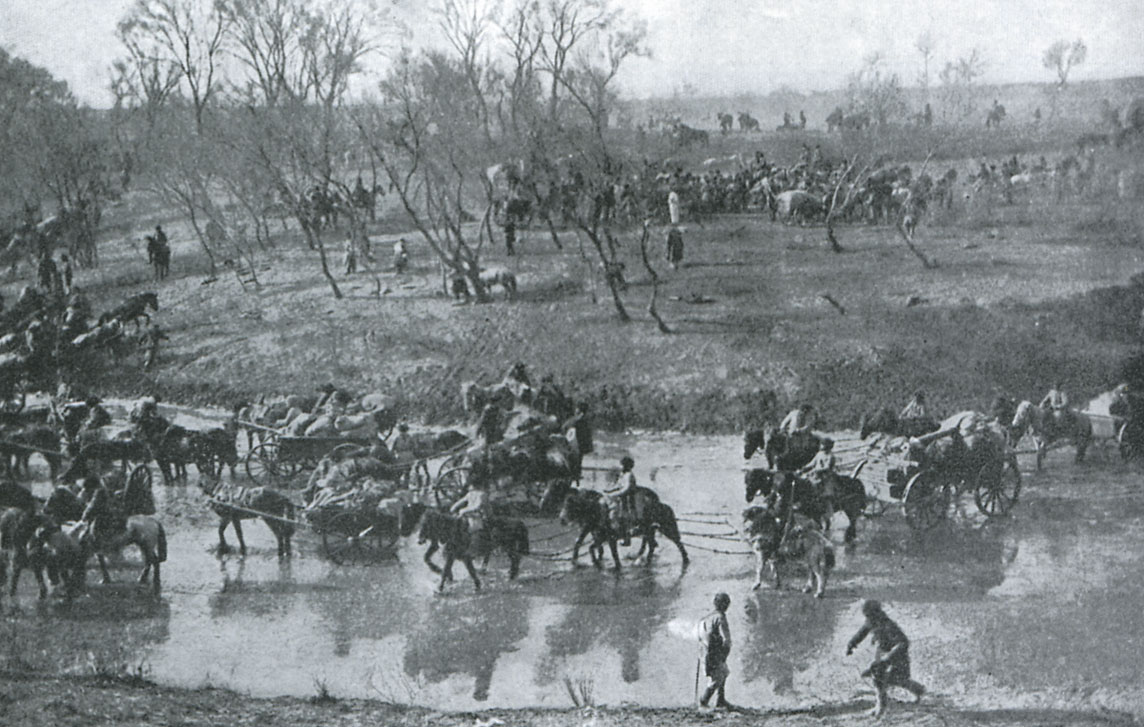
Retirada do exército russo depois da batalha

A batalha teve início com o ataque do  5º exército japonês no flanco esquerdo das forças russas, em 20 de fevereiro de 1905. Em 27 de fevereiro, o  4º exército japonês atacou o flanco direito, enquanto que outras forças japonesas também atacavam as linhas de frente russas. No mesmo dia, o  3º exército iniciou seu movimento a noroeste de Mukden.
Em 1 de março, as ações nas frente leste e central haviam estancado. Os japoneses tinham conseguido pequenos avanços a custa de grandes perdas. Então, em 7 de março o general Kuropatkin começou a retirar suas forças na frente leste para se opor ao movimentos do  3º exército japonês no flanco oeste de Mukden, e preocupado com a movimentação do general Nogi, decidiu mandar um contra-ataque contra o mesmo. A mudança de forças, de leste a oeste, não foi bem coordenado pelo russos, causando o caos entre os exércitos 1º e 3º da Manchúria. Essa era a oportunidade que havia esperado o marechal  Ōyama Iwao, e ordenou uma ordem de ataque total. A sorte seguiu do lado japonês, já que, apesar do degelo, o rio Hun seguia congelado, e não foi um obstáculo para o ataque dos japoneses.
Praticamente rodeado e sem esperança de vitória, o general Kuropatkin deu a ordem de retirada para o norte, as 18:45 de 9 de março. A retirada russa se complicou quando as tropas do general Nozu penetraram através da retaguarda russa sobre o rio Hun, e rapidamente a retirada se converteu em uma debandada. O pânico fez as forças russas abandonarem os feridos, armas e mantimentos.
Em 10 de março de 1905, as 10:00 da manhã, as forças japonesas ocuparam Mukden.

## Resultados
As baixas russas chegaram aos 90.000 homens. Além disso, os russos também perderam a maioria dos seus pontos de controle. Temendo futuros avanços japoneses, o general Kuropatkin ordenou que a  cidade de Tieling fosse incendiada, e marchou com o resto de seus homens até o norte para formar uma linha defensiva na atual Siping, província de Jilin. As forças japonesas sofreram 70.000 baixas.
Não ocorreu mais combates de grandes proporções na guerra, depois dessa batalha.